# Peje Emilsson
Per Magnus Peje Emilsson, född 7 april 1946 i Sankt Görans församling, Stockholm, är en svensk företagare som grundat PR-byrån Kreab, Demoskop AB och Kunskapsskolan.

## Biografi
Emilsson har studerat vid Stockholms universitet och Harvard Business School. I rollen som grundare (1970) och ägare av Kreab, som länge har varit en marknadsledande PR-byrå i Sverige, har han varit en pionjär inom svensk PR- och informationsbransch. Emilsson grundade 1989 analysföretaget Demoskop AB, och är sedan dess styrelseordförande för företaget.
Emilsson har också haft ett politiskt engagemang inom Moderata samlingspartiet, där han blev medlem 1963. Åren 1970–1972 var han ordförande i Fria Moderata Studentförbundet. Han och Kreab har också varit aktiv i många moderata valrörelser.